# Viminella hystrix
Viminella hystrix is een zachte koraalsoort uit de familie Ellisellidae. De koraalsoort komt uit het geslacht Viminella. Viminella hystrix werd in 1855 voor het eerst wetenschappelijk beschreven door Valenciennes. 